# Penthimia
Penthimia är ett släkte av insekter. Penthimia ingår i familjen dvärgstritar.

## Dottertaxa tillPenthimia, i alfabetisk ordning[1]
- Penthimia albiguttula
- Penthimia albipennis
- Penthimia alboguttata
- Penthimia americana
- Penthimia apicata
- Penthimia arcuata
- Penthimia aridula
- Penthimia atomaria
- Penthimia attenuata
- Penthimia badia
- Penthimia bos
- Penthimia caliginosa
- Penthimia castanaica
- Penthimia citrina
- Penthimia compacta
- Penthimia densa
- Penthimia distanti
- Penthimia dorsimaculata
- Penthimia erebus
- Penthimia escalerae
- Penthimia euterpe
- Penthimia flavinotum
- Penthimia flavitarsis
- Penthimia flavocapitata
- Penthimia floridana
- Penthimia formosa
- Penthimia formosana
- Penthimia fraterna
- Penthimia fulviguttata
- Penthimia fumosa
- Penthimia funebris
- Penthimia funerea
- Penthimia fuscomaculosa
- Penthimia guttula
- Penthimia hemifuscata
- Penthimia iris
- Penthimia irrorata
- Penthimia juno
- Penthimia laetifica
- Penthimia laevicollis
- Penthimia lenkoranea
- Penthimia likimica
- Penthimia lurida
- Penthimia maculipennis
- Penthimia majuscula
- Penthimia maolanensis
- Penthimia melanocephala
- Penthimia minuta
- Penthimia montana
- Penthimia mudonensis
- Penthimia nana
- Penthimia nigella
- Penthimia nigerrima
- Penthimia nigra
- Penthimia nigropicea
- Penthimia nigroscutellata
- Penthimia nilgiriensis
- Penthimia nitens
- Penthimia nitida
- Penthimia noctua
- Penthimia okinawana
- Penthimia persephone
- Penthimia pluto
- Penthimia proxima
- Penthimia puncticollis
- Penthimia quadrinotata
- Penthimia raniformis
- Penthimia rawasi
- Penthimia rhadamantha
- Penthimia rubramaculata
- Penthimia rubrostriata
- Penthimia scapularis
- Penthimia scutellata
- Penthimia sincipitalis
- Penthimia subniger
- Penthimia testacea
- Penthimia testudinea
- Penthimia trimaculata
- Penthimia undata
- Penthimia variabilis
- Penthimia variolosa
- Penthimia vinula
- Penthimia vittatifrons
- Penthimia yunnana
- Penthimia zampa